# دانيال لانغ (سياسي كندي)
دانيال لانغ (بالإنجليزية: Daniel Lang)‏ هو محامي وسياسي كندي، ولد في 13 يونيو 1919 في تورونتو في كندا، وتوفي في 1 ديسمبر 1997. حزبياً، نشط في الحزب الليبرالي الكندي. وقد انتخب عضو مجلس الشيوخ الكندي.